# Черкесы (Одесская область)
Черкесы (укр. Черкеси) — село, относится к Белгород-Днестровскому району Одесской области Украины.
Население по переписи 2001 года составляло 302 человека. Почтовый индекс — 67755. Телефонный код — 4849. Занимает площадь 0,75 км².

## Местный совет
67755, Одесская обл., Белгород-Днестровский р-н, с. Бритовка, ул. Ленина, 56а